# Diego Osorio de Escobar y Llamas
Pour les articles homonymes, voir Escobar.
Diego Osorio de Escobar y Llamas (1608 à La Corogne - 1673) est le vice-roi de la Nouvelle-Espagne du 29 juin 1664 au 15 octobre 1664.